# ラウラ・トスカーノ
ラウラ・トスカーノ（Laura Toscano、1944年4月1日 - 2009年3月11日）は、イタリアの脚本家、小説家である。
イタリアの映画とTVドラマの脚本家として知られる。日本公開作品は少ないが、イタリアでは重要な脚本家の一人として評価されている。小説家としては主にホラー小説と推理小説を発表し、イタリア大衆文学における「恐怖の女王」と呼ばれた。夫は脚本家、小説家、ドキュメンタリー映画監督のフランコ・マロッタ（Franco Marotta）。

## 略歴
1944年、イタリア王国ジェノヴァ県リグーリア州ジェノヴァで生まれ、その後ローマに移住。ローマ・ラ・サピエンツァ大学で文学とジャーナリズムを学ぶ。
大学に在学中の1963年から、マルコ・ヴィカリオ（Marco Vicario）がプロデュースするペーパーバック怪奇小説の叢書I capolavori della serie KKK, classici dell'orrore（KKKホラー・クラシックス）のためにオカルト・ホラー小説およびサイコ・サスペンス小説の執筆を開始する。
KKKホラー・クラシックス叢書は、アントニオ・マルゲリーティ監督のホラー映画『顔のない殺人鬼』（1963）の原作となった小説（マッダレーナ・グイ作）を刊行したことで知られる、イタリアの怪奇小説専門レーベルである。この叢書は映画『顔のない眼』（1960）の原作小説などを刊行したフランスの怪奇小説レーベル「アンゴワス叢書」（Angoisse）から触発され、映画製作者マルコ・ヴィカリオと元女優の作家レオニア・チェッリ（Leonia Celli）により1959年に創立。同年にはシチリアの貴族アントニーノ・カンタレッラ（Antonino Cantarella）男爵が同傾向の怪奇小説レーベル「ドラキュラ文庫」（I racconti di Dracula）を設立したことで二つの叢書が競い合った。
1963年から1972年まで、トスカーノはKKKホラー・クラシックス叢書で猟奇殺人、吸血鬼、悪霊、魔女、中世の拷問などをテーマに数多くのスリラーを執筆している。イタリアにおけるホラー小説の第一人者とされており、同じくKKK叢書で怪奇小説を書いていたレオニア・チェッリ、マリア・ルイーザ・ピアッツァ（Maria Luisa Piazza）、マッダレーナ・グイ（Maddalena Gui）と並んで「恐怖の女王」と呼ばれた。
KKKホラー・クラシックス叢書はイタリア人作家の書き下ろし小説を英米仏文学からの翻訳と装っていたため、トスカーノもまた複数のアングロサクソン風ペンネームを使用していた。映画『顔のない殺人鬼』の原作者マッダレーナ・グイが使用していたペンネーム「フランク・ボガート」も、グイが小説家を廃業した際にトスカーノが譲り受けて使用している。
トスカーノが執筆していたKKKホラー・クラシックス叢書の編集部には、若い頃のダリオ・アルジェントが在籍していた。後にアルジェントは映画監督になり「動物三部作」でジャッロと呼ばれるイタリア製スリラー映画のブームを起こすが、トスカーノも同時期（1969～1971年）に、動物の名前を題名に入れたスリラーを何冊か執筆している（『蛇の穴』『コブラの咬み跡』『九尾の猫』『かまきり』『サソリの刺傷』『笑うハイエナ』『肩の上の狂猿』）。トスカーノの動物スリラー第一作″La fossa dei serpenti″（蛇の穴）は精神病院を舞台にしたサイコ・スリラーであり、マリオ・バーヴァとロバート・ブロックからの影響が指摘される。また、アルジェントの『わたしは目撃者』（1970）と同じ原題を持つ″Il gatto a 9 code″（九尾の猫）もあるが、小説の内容は映画とは関係がない。
ダリオ・アルジェントの『歓びの毒牙』（1969）から内容的に影響を受けたと見られる″Sul filo del rasoio″（カミソリの刃）はトスカーノが執筆した小説の中で代表作とされている。黒皮手袋と黒いコートを身につけた連続殺人鬼が登場するスリラーであり、アルジェントの影響により映画界で流行したジャッロの典型的なスタイルに則っている。
1969年から1970年にかけての作品のいくつかは、チャールズ・マンソン事件からの影響が指摘されている。1971年の″Il ″college″ della morte″（死の学園）は、ナルシソ・イバニェス・セラドール（Narciso Ibáñez Serrador）監督の『象牙色のアイドル』（1969）からの影響が指摘されている。
私生活では作家フランコ・マロッタと結婚。1969年から1972年まで、KKKホラー・クラシックス叢書で10数冊のホラー小説を夫婦で合作した。
トスカーノが夫マロッタとの合作で執筆したサイコ・スリラー″Parossismo″（発作）をKKKホラー・クラシックスの最高作に推す意見もある。フランスとスイスの境にある山中の民宿で、宿泊客の紳士が森の中に姿を消す。民宿の若い女性が失踪した紳士の荷物を調べると、死体愛好家による連続殺人を綴った手記が発見される。手記の執筆者は隣人が連続殺人鬼であることを知るが、いつしか殺人鬼に共鳴した揚げ句彼を殺害し、自身が第2の殺人鬼になっていく過程が綴られていた。手記の真贋と執筆者の行方をめぐるミステリー仕立てとなっており、イタリア怪奇小説の研究者から高く評価されている。
また、1972年に夫マロッタと合作した″La bambora di cera″（蝋人形）は、同年に公開されたマッシモ・ダラマーノ監督の映画『ソランジェ/残酷なメルヘン』（1972）とテーマ等の共通点が指摘され、後にダラマーノ監督はトスカーノとマロッタにホラー映画『ナイトチャイルド』（1975）の脚本執筆を依頼する。
1968年にアディマロ・サーラ監督の映画″È stato bello amarti″（1968）の脚本を執筆し、助監督もつとめる。その後1973年までサーラ監督作品で脚本と助監督を担当。
1975年にダラマーノ監督のために『ナイトチャイルド』の脚本を、夫フランコ・マロッタと共同で執筆して以降、夫婦共同で映画脚本を書く機会が多くなる。とくにエンツォ・G・カステラーリ監督の戦争アクション映画『地獄のバスターズ』（1978）は高い評価を受け、後にクエンティン・タランティーノ監督『イングロリアス・バスターズ』（2009）の原案となる。また、ダミアーノ・ダミアーニ監督の社会派サスペンス映画『実録マフィア戦争/暗黒の首領』（1985）は、ベルリン国際映画祭銀熊賞を受賞した。
その他にも1970年代から80年代にかけて、ルチオ・フルチ、パスクァーレ・フェスタ・カンパニーレ、マルコ・ヴィカリオなどイタリアの著名監督に脚本を提供。
80年代末以降はTVドラマの脚本が多くなる。手がけたTVドラマはコメディ、ミステリー、歴史ものなどで、評価が高い作品が多い。特に10年以上に渡り夫婦で脚本を書いたジジ・プロイエッティ主演のユーモア・ミステリー・ドラマ″Il maresciallo Rocca″シリーズ（1996 - 2008）はイタリアで人気が高く、トスカーノはこのドラマのノヴェライズも手がけた。
その他の代表的なTVドラマは以下の通り。
- ″La bugiarda″（1989）
- ″Isabella la ladra″（1989）

フランチェスカ・デレーラ、マリー・ラフォレ主演のTVシリーズ。
- ″Delitti privati″（1993）

エドウィジュ・フェネシュ、レイ・ラヴロック主演。
- ″A che punto è la notte″（1994）

マルチェロ・マストロヤンニ、マリー・ラフォレ主演。
- ″L'avvocato Porta″（1997）

ジジ・プロイエッティ、オルネラ・ムーティ主演。
- ″La casa bruciata″（1998）

オメロ・アントヌッティ主演。
- ″La tassista″（2004）

ステファニア・サンドレッリ主演。
- ″Angela″（2005）

サブリナ・フェリッリ、ヴァンサン・ルクール主演。
- ″I figli strappati″（2006）

作家フェイ・フォン・ハッセル（Fey von Hassel）の自伝をTVドラマ化。
いずれのドラマもヨーロッパで高く評価された。
夫マロッタとの脚本執筆の傍ら、トスカーノ単独で数冊の推理小説やユーモア小説を発表している。1996年にはモンダドーリ社から刊行した推理小説″Morte di una strega″がTVドラマ化された。
2009年死去。

## 主な作品

### 脚本
| 公開年 | 作品名                          | 原題                                  | 監督                                 |
| ------ | ------------------------------- | ------------------------------------- | ------------------------------------ |
| 1973年 | La notte dell'ultimo giorno     | （日本未公開）                        | アディマロ・サーラ                   |
| 1975年 | 『ナイトチャイルド』            | Il medaglione insanguinato (Perché?!) | マッシモ・ダラマーノ                 |
| 1976年 | La pretora                      | （日本未公開）                        | ルチオ・フルチ                       |
| 1978年 | 『地獄のバスターズ』            | Quel maledetto treno blindato         | エンツォ・G・カステラーリ            |
| 1980年 | 『ピンク・ロブスター』          | Aragosta a colazione                  | ジョルジョ・カピターニ               |
| 1982年 | 『類猿人ビンゴ・ボンゴ』        | Bingo Bongo（1982）                   | パスクァーレ・フェスタ・カンパニーレ |
| 1985年 | 『実録マフィア戦争/暗黒の首領』 | Pizza Connection（1985）              | ダミアーノ・ダミアーニ               |
| 1985年 | Il pentito                      | （日本未公開）                        | パスクァーレ・スクィティエーリ       |
| 2003年 | 『インフェルノ・ビロウ』        | Marcinelle                            | アンドレア&アントニオ・フラッツィ    |

### ホラー小説

#### I capolavori della serie KKK, classici dell'orrore（KKKホラー・クラシックス叢書）
| 刊行年度 | 題名和訳                       | 原題                      |
| -------- | ------------------------------ | ------------------------- |
| 1963年   | 『堕落したティーンエイジャー』 | L'adolescente traviata    |
| 1965年   | 『怒り』                       | Furia                     |
| 1967年   | 『罪の島』                     | L'isola del peccato       |
| 1968年   | 『地獄の入口で』               | Alle soglie dell'inferno  |
| 1969年   | 『蛇の穴』                     | La fossa dei serpenti     |
| 1969年   | 『霊魂』                       | Spectrus                  |
| 1969年   | 『死者の町』                   | La città dei morti        |
| 1969年   | 『背後の恐怖』                 | Il terrore alle spalle    |
| 1969年   | 『コブラの咬み跡』             | Il marchio del cobra      |
| 1969年   | 『幽霊屋敷の蛇淫』             | La danza macabra          |
| 1969年   | 『恐怖の博物館』               | Il museo degli orrori     |
| 1969年   | 『狼憑き』                     | I lupi mannari            |
| 1969年   | 『白衣の貴婦人』               | La dama bianca            |
| 1969年   | 『処刑人』                     | Il giustiziere            |
| 1969年   | 『魔女』                       | La strega                 |
| 1969年   | 『邪悪の女』                   | Femmina del male          |
| 1969年   | 『氷の棺』                     | Bara di ghiaccio          |
| 1970年   | 『斧の一撃』                   | Colpo di scure            |
| 1970年   | 『恐怖の旅路』                 | Viaggio nell'orrore       |
| 1970年   | 『血の契約』                   | Patto di sangue           |
| 1970年   | 『九尾の猫』                   | Il gatto a 9 code         |
| 1970年   | 『バウアーの恐怖』             | L'orrore dei Bauer        |
| 1970年   | 『悪魔の鐘』                   | Campane a martello        |
| 1970年   | 『最後の3時間…』               | Le ultime tre ore…        |
| 1970年   | 『悪魔のえじき』               | Esca diabolica            |
| 1970年   | 『真夜中の恐怖』               | Terrore a mezzanotte      |
| 1970年   | 『マカブルス（恐怖）』         | Macabrus                  |
| 1970年   | 『鉄格子の扉』                 | La porta sbarrata         |
| 1970年   | 『五人掛けの椅子』             | Seduta a cinque           |
| 1970年   | 『第四の壁』                   | Quarta parete             |
| 1970年   | 『恐怖の騎士団』               | I cavalieri della paura   |
| 1970年   | 『サタンの刻印』               | Nel segno di Satana       |
| 1971年   | 『かまきり』                   | La mantide religiosa      |
| 1971年   | 『ミイラ』                     | La mummia                 |
| 1971年   | 『犯罪王』                     | Crimen                    |
| 1971年   | 『サソリの刺傷』               | Nel segno dello scorpione |
| 1971年   | 『囁く影』                     | L'ombra parlante          |
| 1971年   | 『笑うハイエナ』               | Jena Ridens               |
| 1971年   | 『肩の上の狂猿』               | La scimmia sulla spalla   |
| 1971年   | 『フェティッシュ』             | Il feticcio               |
| 1971年   | 『黒衣の未亡人』               | La vedova nera            |
| 1971年   | 『せむし男』                   | Il gobbo                  |
| 1971年   | 『死の学園』                   | Il "College" della morte  |
| 1971年   | 『カミソリの刃』               | Sul filo del rasoio       |
| 1971年   | 『絞首刑執行人のダンス』       | La danza dell'impiccato   |
| 1971年   | 『フォーカス』                 | Focus                     |
| 1972年   | 『忍びよる手』                 | La mano strisciante       |
| 1972年   | 『呪いの墓石』                 | La pietra tombale         |
| 1972年   | 『13人目の犠牲者』             | La 13ª vittima            |

#### I suspense diabolici（悪魔のようなサスペンス叢書）
| 刊行年度 | 題名和訳         | 原題                     |
| -------- | ---------------- | ------------------------ |
| 1970年   | 『二回転』       | A doppio giro            |
| 1970年   | 『刑場の浴室』   | Bagno penale             |
| 1970年   | 『虐殺の夜』     | La notte del massacro    |
| 1971年   | 『笑う怪物』     | Il mostro che ride       |
| 1972年   | 『彼の名は殺人』 | Il suo nome era omicidio |
| 1972年   | 『引き潮』       | Il riflusso della marea  |

### ハードボイルド探偵小説
| 刊行年度 | 題名和訳         | 原題                 |
| -------- | ---------------- | -------------------- |
| 1963年   | 『エヴァの裁き』 | La giustizia per Eva |
| 1964年   | 『金髪の女探偵』 | La biondina          |

### スパイ小説
| 公開年 | 作品名                 | 原題           |
| ------ | ---------------------- | -------------- |
| 1969年 | 『真実のニンフェッタ』 | Ninfetta reale |
| 1970年 | 『トゥーレ空軍基地』   | Polo rovente   |

### 短編小説
※すべて「I capolavori della serie KKK, classici dell'orrore」叢書のペーパーバック本に収録。
| 刊行年度 | 題名和訳                           | 原題                       | 備考                                                                                      |
| -------- | ---------------------------------- | -------------------------- | ----------------------------------------------------------------------------------------- |
| 1965年   | 『夕方5時に』                      | Alle cinque della sera     | レナート・カロッチによるアメリカ映画『サディスト』（1963）のノヴェライズ本に併録。        |
| 1970年   | 『絞殺魔』                         | Lo strangolatore           | フランコ・マロッタ&ラウラ・トスカーノ作の長編『発作』Parossismoに併録。                   |
| 1971年   | 『ジョー・スミス対ジョー・スミス』 | Joe Smith contro Joe Smith | フランコ・マロッタ&ラウラ・トスカーノ作の長編『呪いのロボット』Il Robot maledettoに併録。 |

### フランコ・マロッタとの共同著書
※すべて「I capolavori della serie KKK, classici dell'orrore」叢書より刊行。
| 刊行年度 | 題名和訳           | 原題                           |
| -------- | ------------------ | ------------------------------ |
| 1969年   | 『吸血鬼』         | Il vampiro                     |
| 1969年   | 『ヘス博士の実験』 | Gli esperimenti del Dott. Hass |
| 1970年   | 『発作』           | Parossismo                     |
| 1970年   | 『肉の偶像』       | L'idolo di carne               |
| 1971年   | 『闇の中の叫び』   | L'urlo nel buio                |
| 1971年   | 『呪いのロボット』 | Il Robot maledetto             |
| 1971年   | 『蜘蛛の秘密』     | Il segreto del ragno           |
| 1971年   | 『狂った蜜蜂』     | Orgasmo                        |
| 1972年   | 『トーテム』       | Il totem                       |
| 1972年   | 『血に飢えた者』   | La sanguinaria                 |
| 1972年   | 『蝋人形』         | La bambola di cera             |

### その他の小説
| 刊行年度 | 題名和訳                                               | 原題                                                                   |
| -------- | ------------------------------------------------------ | ---------------------------------------------------------------------- |
| 1990年   | 『記憶のない男』                                       | L'uomo senza memoria                                                   |
| 1996年   | 『魔女の死』                                           | Morte di una strega                                                    |
| 1998年   | 『ロッカ元帥と幼馴染み』                               | Il maresciallo Rocca e l'amico d'infanzia                              |
| 1998年   | 『皇后になりたかったマロツィアの非日常的で邪悪な人生』 | Straordinaria e scellerate vita di Marozia che volle farsi imperatrice |
| 2007年   | 『母親失格』                                           | La madre indegna                                                       |

## 関連人物
- ダリオ・アルジェント